# Деланси-стрит / Эссекс-стрит (Нью-Йоркское метро)
Деланси-стрит / Эссекс-стрит (англ. Delancey Street — Essex Street) — пересадочный узел Нью-Йоркского метрополитена. Он расположен в Манхэттене, в Нижнем Ист-Сайде, на пересечении Деланси-стрит и Эссекс-стрит. К востоку от пересадочного узла располагается Вильямсбургский мост.
В пересадочный узел входят станции следующих линий:
- линия Нассо-стрит, Би-эм-ти,
- линия Шестой авеню, Ай-эн-ди.

На станциях пересадочного узла останавливаются маршруты:
- F, J (круглосуточно),
- <F>, Z (в часы пик в пиковом направлении),
- M (круглосуточно, кроме ночи).

Платформы линии Нассо-стрит расположены выше, чем линии Шестой авеню. Между уровнями располагается мезонин, который обеспечивает переход между станциями узла. Этот переход был платным до 1 июля 1948 года. Круглосуточно открытые вестибюли находятся с северной стороны платформ IND, а также с обоих концов платформ BMT.

## Платформы линии Нассо-стрит, Би-эм-ти
|       |
|       |
| J · Z |
|       |
|       |
| M     |

|       |
|       |
| J · Z |
|       |
|       |
| M     |

«Эссекс-стрит» (англ. Essex Street) — станция Нью-Йоркского метрополитена, расположенная на линии Нассо-стрит, Би-эм-ти.  На станции останавливаются маршруты: J (круглосуточно), M (круглосуточно, кроме ночи) и Z (в часы пик в пиковом направлении). Станция является северной конечной для маршрута M (в выходные).
Станция имеет три пути и две платформы, северная платформа боковая, а южная островная. Поезда, следующие на запад с Вильямсбургского моста, пользуются боковой платформой. Для поездов, следующих на восток, используется островная платформа и два пути с двух сторон от неё: северный из них относится к линии Нассо-стрит (маршруты J и Z), а южный входит в состав соединения Кристи-стрит, соединяющего линию Шестой авеню и линию Джамейка (маршрут M). С 1976 по 2010 год южный путь не использовался, в 2010 году он вернулся в строй в результате изменения трассы маршрута M. Линия Нассо-стрит западнее станции имеет четыре пути, но из них используются только два северных, остальные два пути использовались с 1908 по 1948 год.
Островная платформа длиннее, чем на других станциях компании BMT. В результате светофоры расположены прямо на станции, а не в тоннеле.
Эта станция является старейшей из сохранившихся станций BMT на Манхэттене, а также первой подземной станцией BMT. Она была построена как конечная для поездов, приходящих из Бруклина через Вильямсбургский мост. Рядом со станцией располагалось подземное трамвайное кольцо. Сегодня бывшее трамвайное кольцо видно со станции как большое неосвещённое пространство. Существует проект преобразования этого пространства в зону отдыха Лоу-Лайн, наподобие парка Хай-Лайн, открытого в 2009 году на месте бывшей эстакадной железной дороги, однако этот проект пока не получил финансирования.

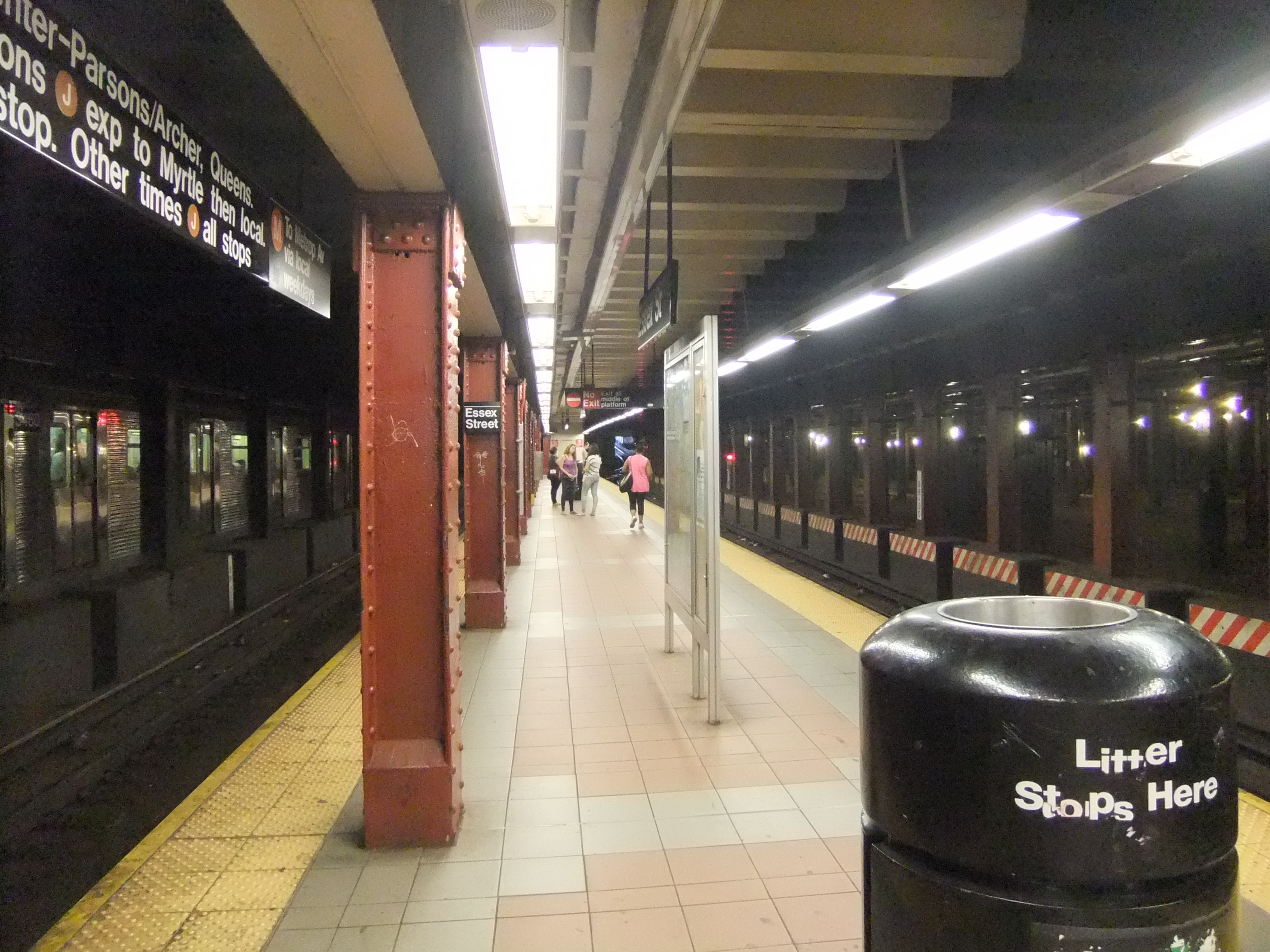
Островная платформа
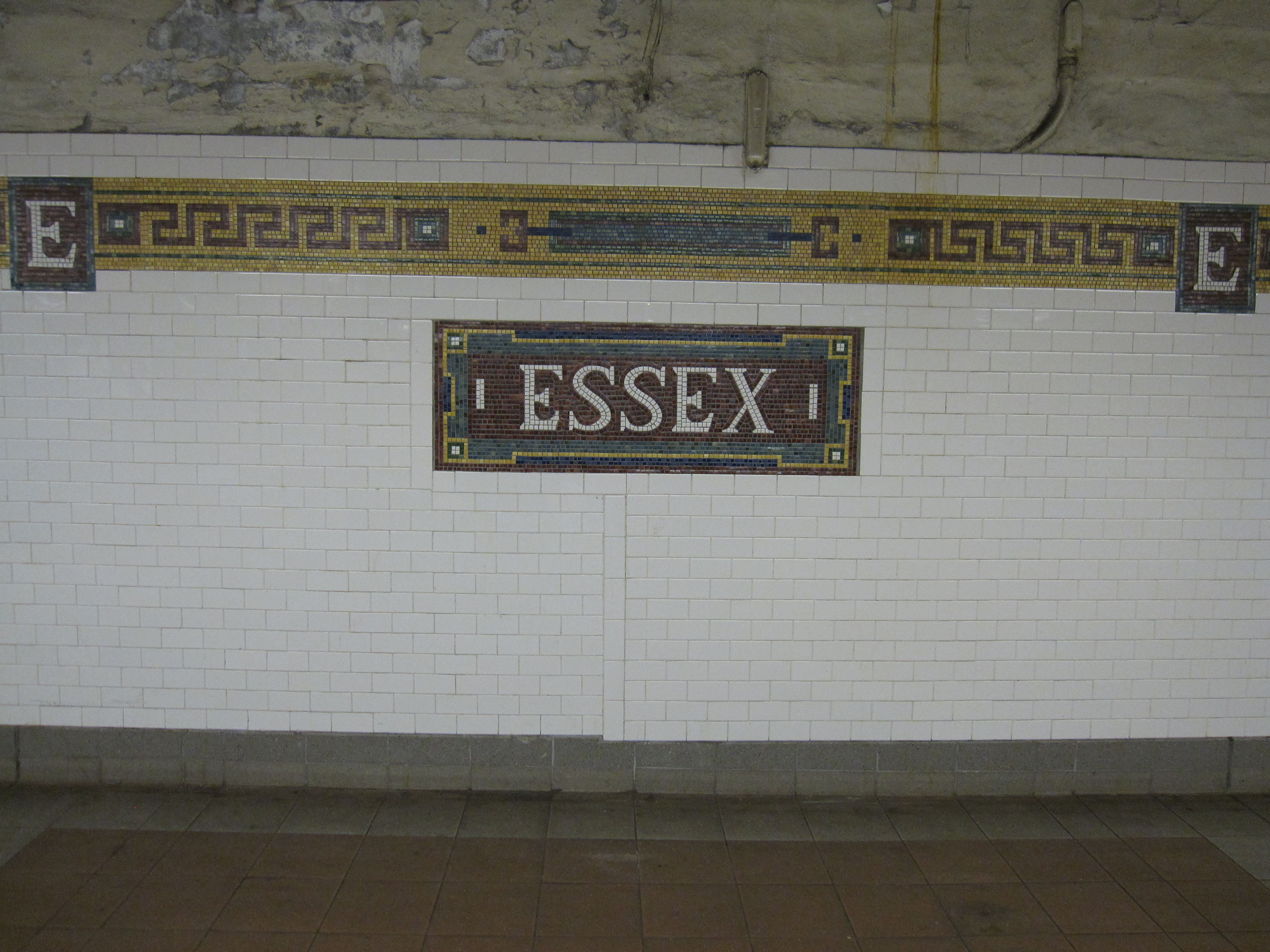
Мозаика с названием станции
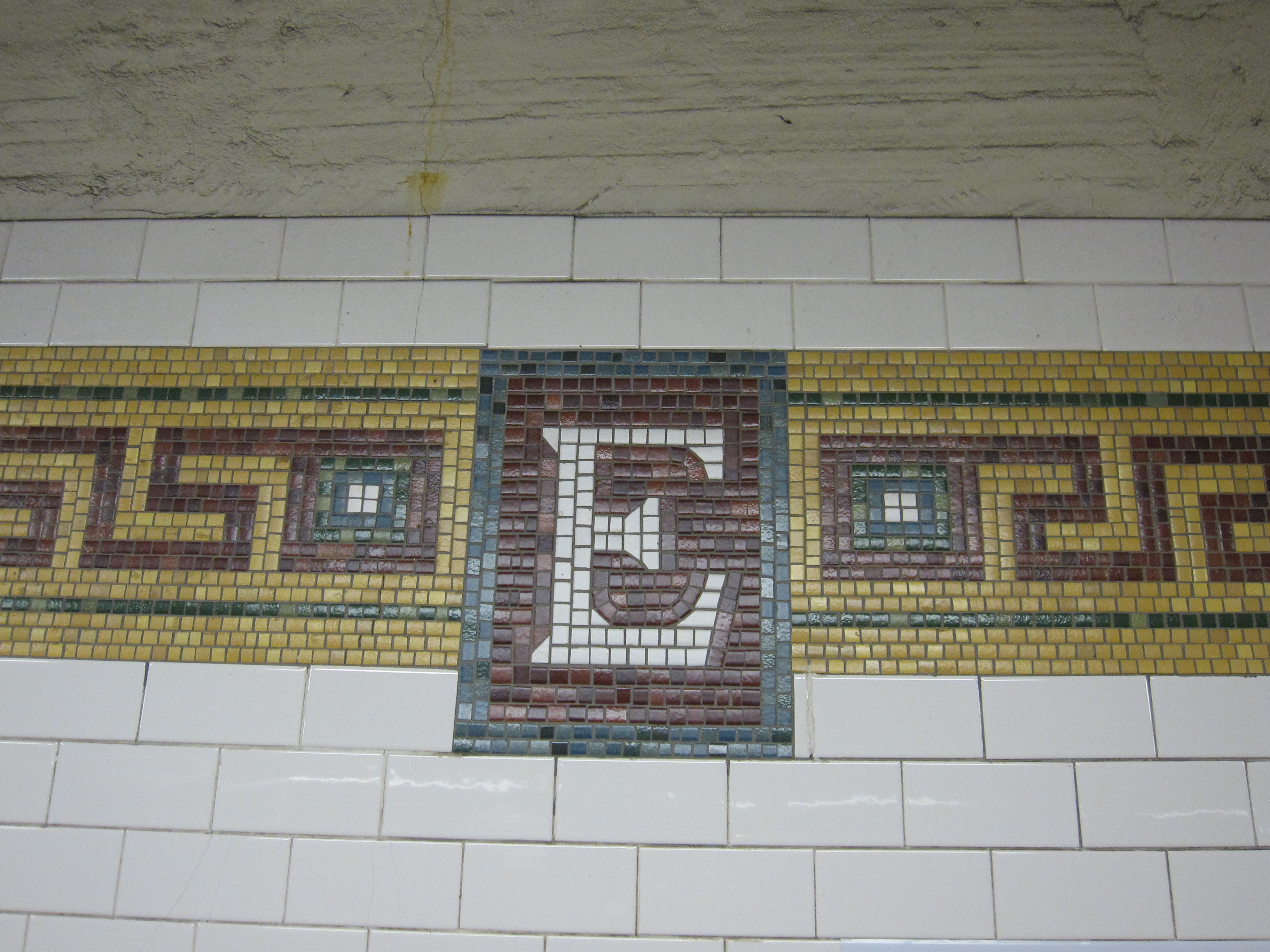
Мозаика с первой буквой названия
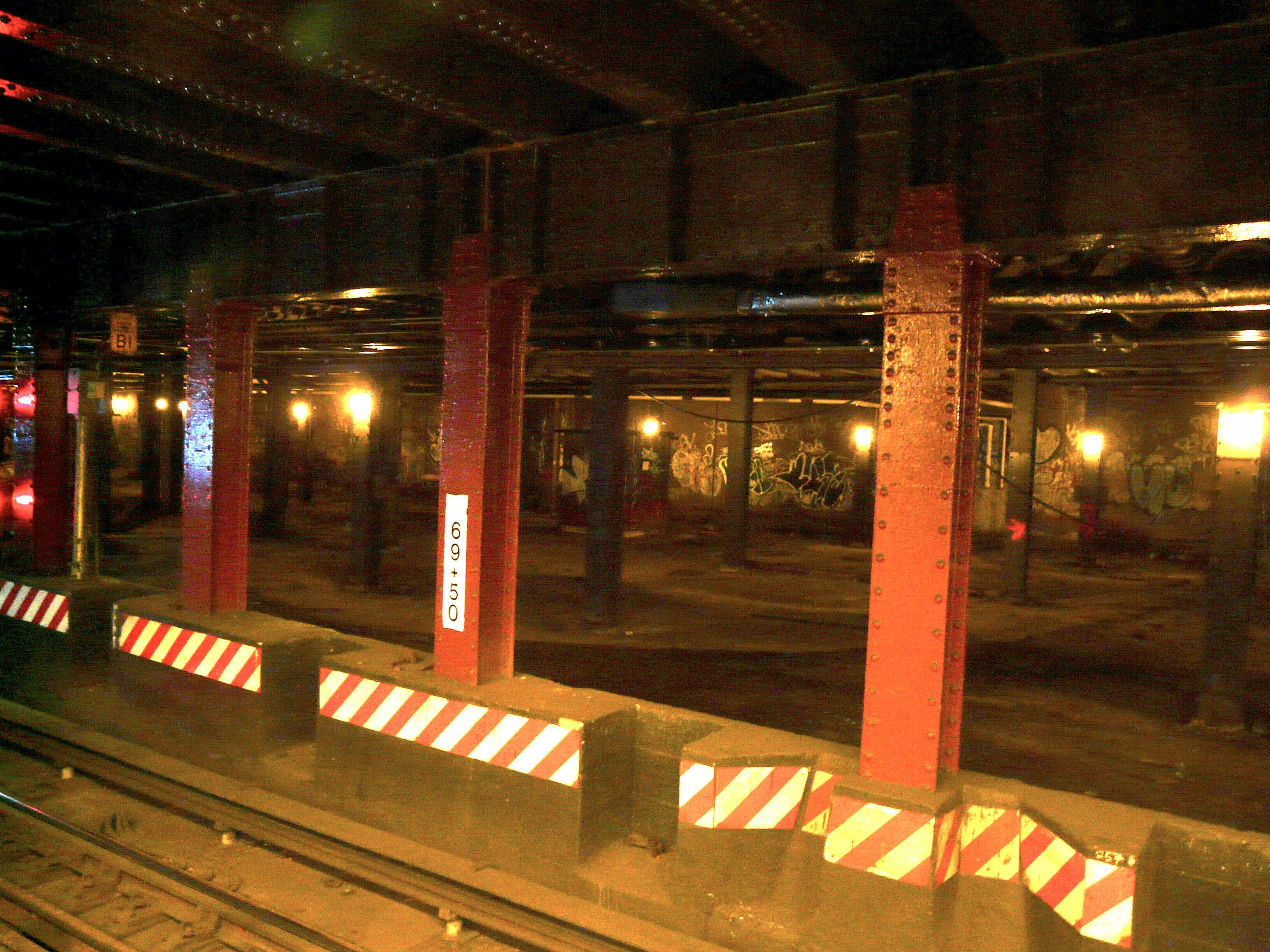
Вид на заброшенное трамвайное кольцо с платформы
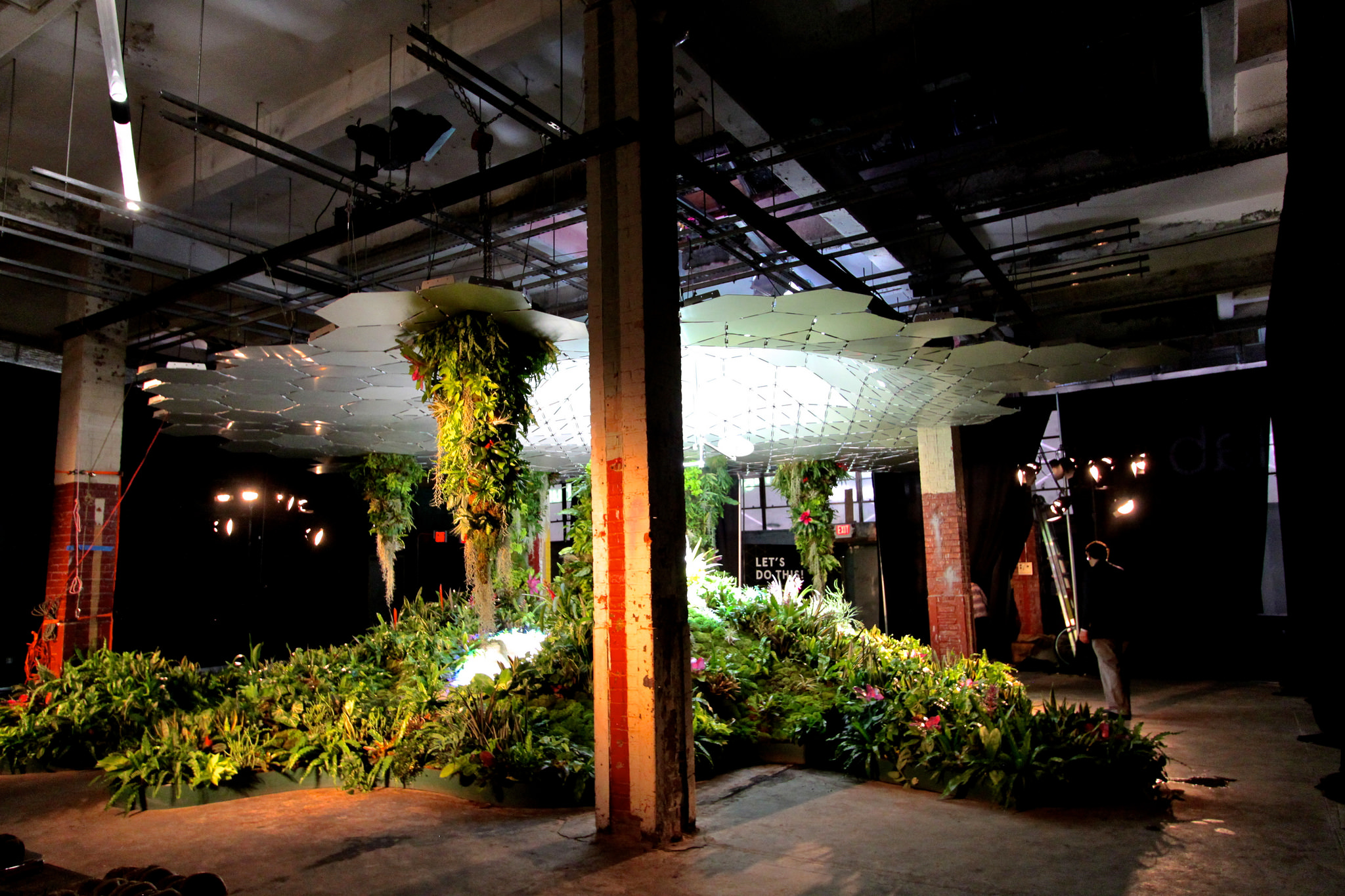
Модель будущей зоны отдыха в натуральную величину, построенная неподалёку от станции

## Платформы линии Шестой авеню, Ай-эн-ди

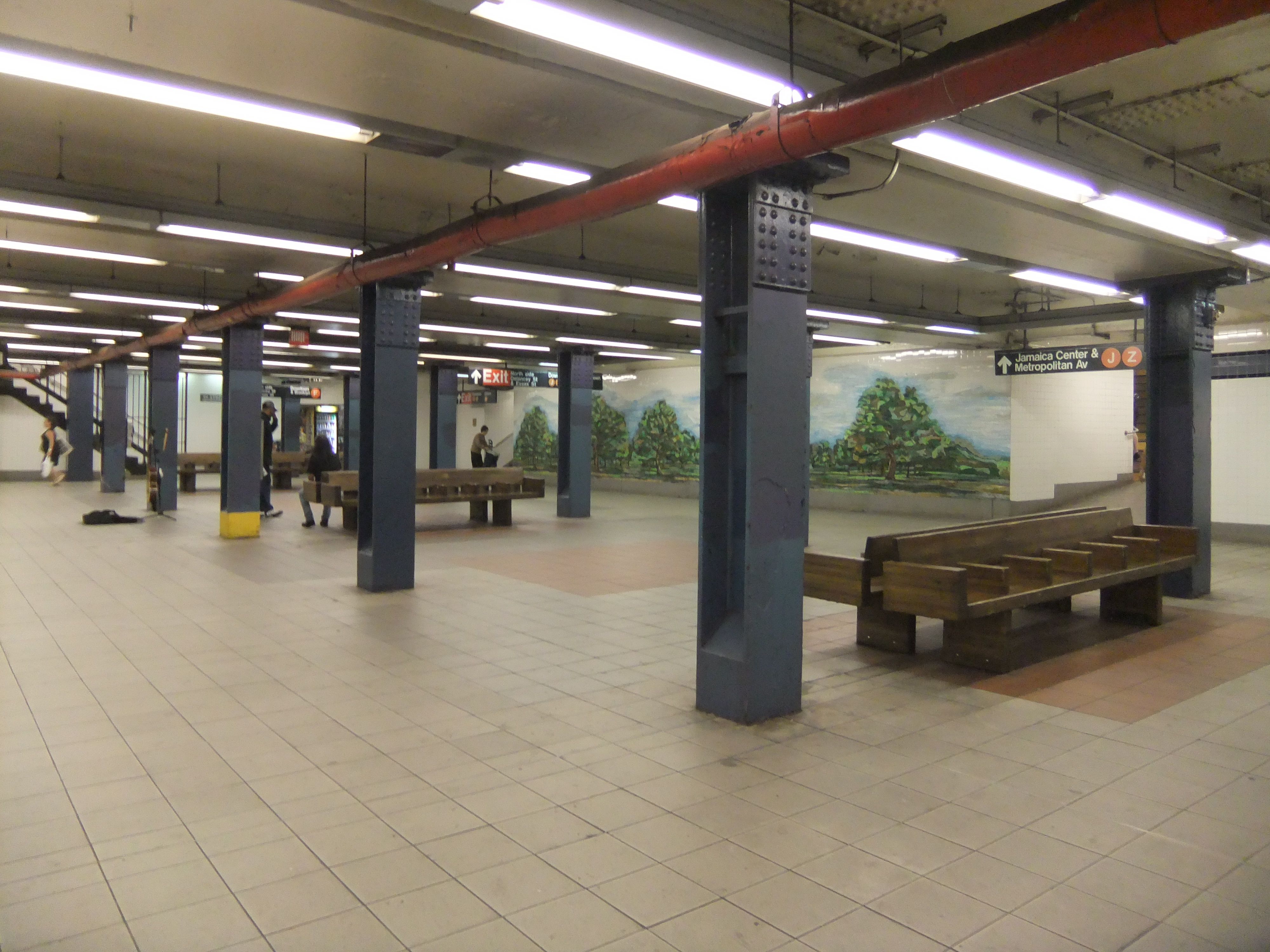
Зал ожидания

|   |   |   |   |
| · | · | · | · |

|   |   |   |   |
| · | · | · | · |

«Деланси-стрит» (англ. Delancey Street) — станция Нью-Йоркского метрополитена, расположенная на линии Шестой авеню, Ай-эн-ди.  На станции останавливаются маршруты F (круглосуточно) и <F> (в часы пик в пиковом направлении). Станция имеет два выхода — с южного и с северного концов платформ. Круглосуточно из них открыт только северный выход. Платформы боковые, всего через станцию проходит два пути. Открыта в 1936 году. Переход на соседнюю станцию расположен в центре платформ. Ранее существовали выходы к Ривингтон-стрит и Брум-стрит. Оба выхода были закрыты. Один из них используется под склад. Станция имеет мозаики, установленные во время последней реконструкции. В основном, станция отделана в фиолетовых цветах.

## Соседние станции
| Условные обозначения |
| для дней и часов работы маршрутов (более точно указано во всплывающих подсказках при этих обозначениях): |
| --- |
| круглосуточно круглосуточно, кроме ночи круглосуточно, кроме будней днём (либо часов пик) в пиковом направлении в будни днём (и, возможно, вечером) в будни круглосуточно в часы пик в будни днём (либо в часы пик) в пиковом направлении в будни днём (либо в часы пик) в направлении, обратном пиковому в выходные ночью ночью и в выходные (и, возможно, вечером) нет движения поездов |

| Предыдущая станция                              | ЛинияНазвание станции                      | Следующая станция     |
| ----------------------------------------------- | ------------------------------------------ | --------------------- |
| Бауэри · (J Z) · Бродвей — Лафайетт-стрит · (M) | линия Нассо-стрит, Би-эм-ти Эссекс-стрит   | Марси-авеню · (J M Z) |
| Вторая авеню · (F <F>)                          | линия Шестой авеню, Ай-эн-ди Деланси-стрит | Ист-Бродвей · (F <F>) |